# Marsanne (uva)

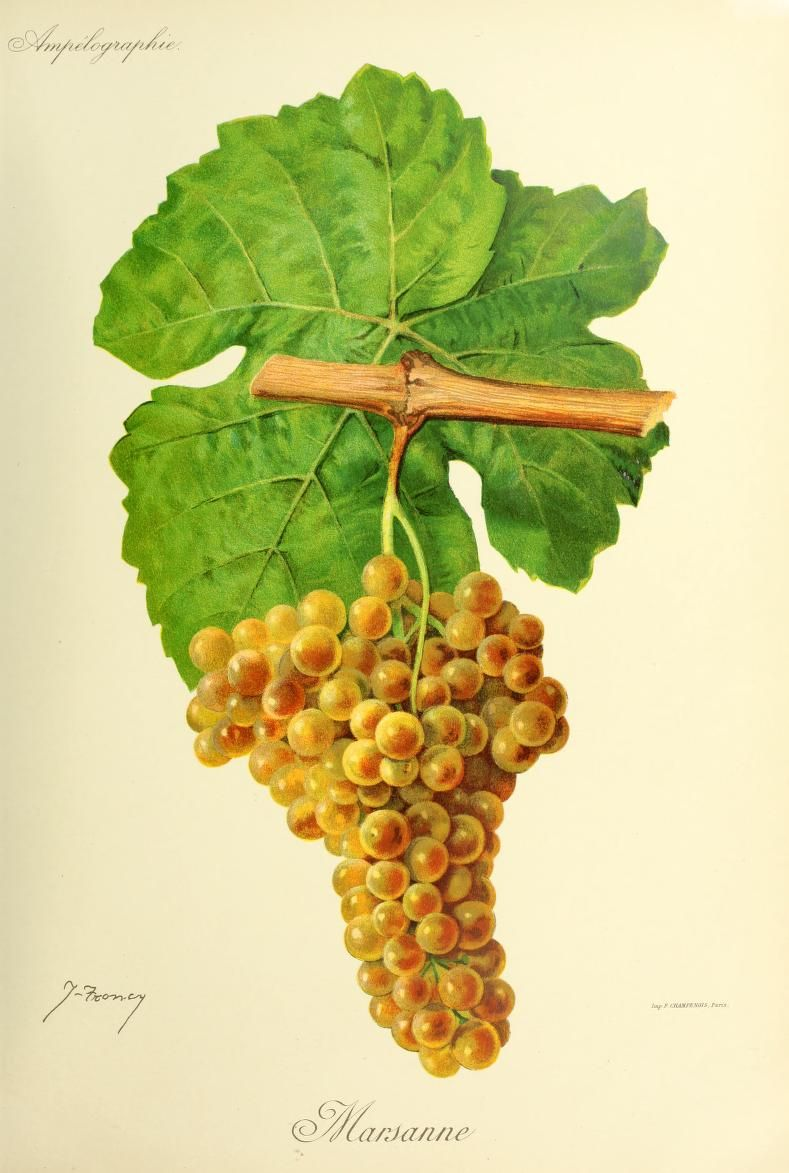
Racimo de marsanne en la obra de Viala y Vermorel.

La marsanne es una uva blanca de vino. Se encuentra sobre todo en la región del norte del Ródano. A menudo es mezclada con la roussanne. En Saboya, la uva es conocida como grosse roussette. Fuera de Francia, también crece en Suiza (donde es conocida como ermitage blanc o ermitage), España (donde es conocida como marsana), Nueva Zelanda, Australia, Canadá, los Estados Unidos , Uruguay Argentina y Chile.

## Regiones

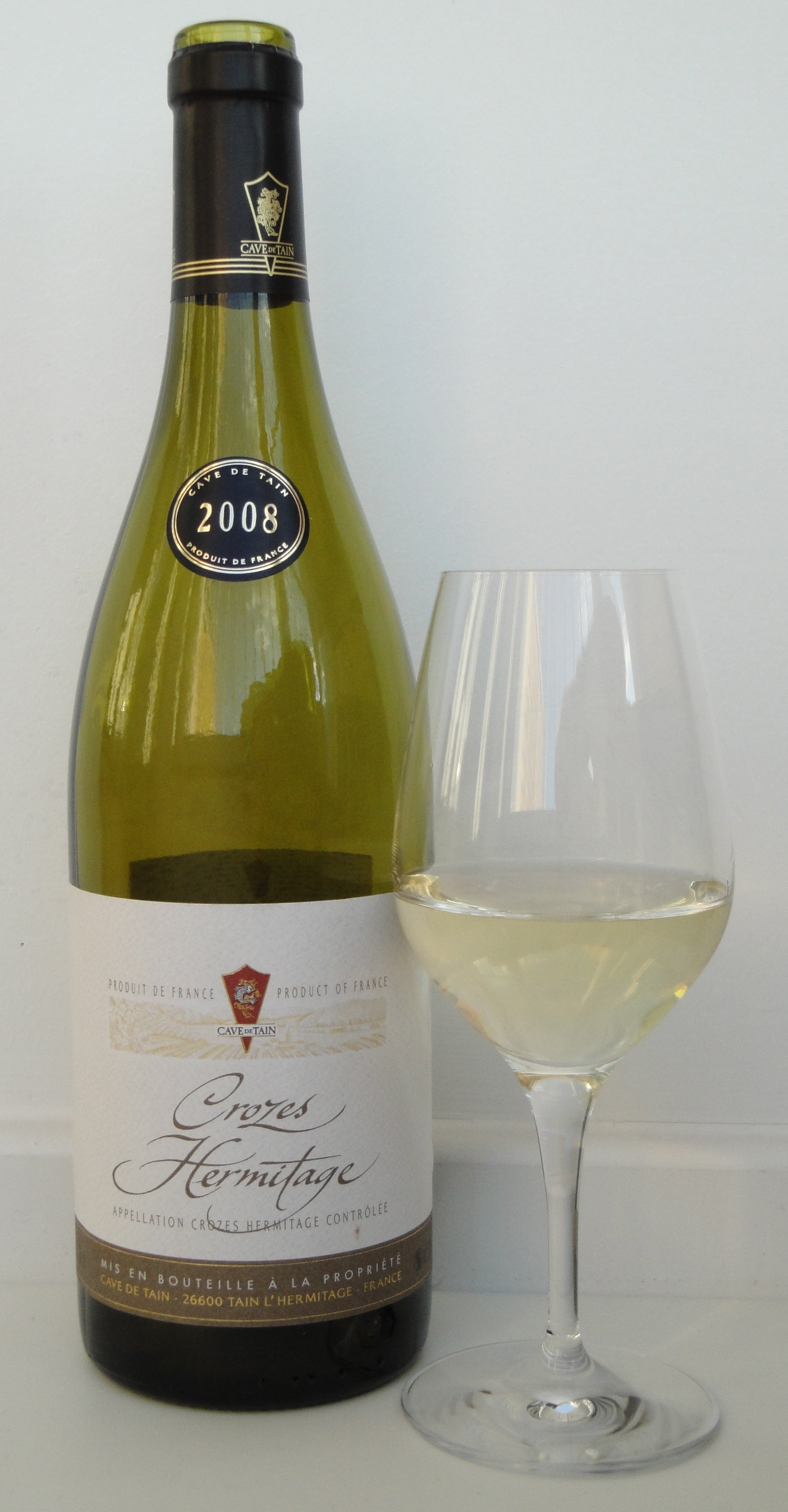
Un monovarietal de marsanne de la AOC Crozes-Hermitage.

La uva posiblemente sea originaria del norte del Ródano, donde en la actualidad está ampliamente plantada. Es un componente principal de los vinos blancos de las Appellations d'Origine Contrôlée (AOC) Hermitage, Crozes-Hermitage y Saint-Joseph. Es la uva más plantada de la AOC Hermitage, donde a menudo es mezclada con roussane. En la AOC Hermitage se puede añadir un 15% de marsanne al vino tinto con roussane. En la AOC Saint-Péray es usada para hacer vinos normales y vinos espumosos. En el sur del Ródano, la marsanne no es una de las uvas blancas permitidas en la AOC Châteauneuf-du-Pape, aunque la roussanne si lo es. En la AOC Châteauneuf-du-Pape la clairette blanc da unas características similares a las de la marsanne. Puede encontrarse en algunos vinos blancos de la AOC Côtes du Rhône. Aunque la marsanne es usada sobre todo para vinos secos, también suele hacerse un vino dulce con esta variedad en Valais, Suiza y algunos productores del Ródano están experimentando con la uva haciendo un vino de postre de color pajizo.
Fuera del norte del Ródano, la marsanne también puede encontrarse en Saboya y en Languedoc, donde suele mezclarse con la viognier. Es una variedad permitida en el vino de Cassis, en la Provenza, aunque no es usada ampliamente.

### Fuera de Francia

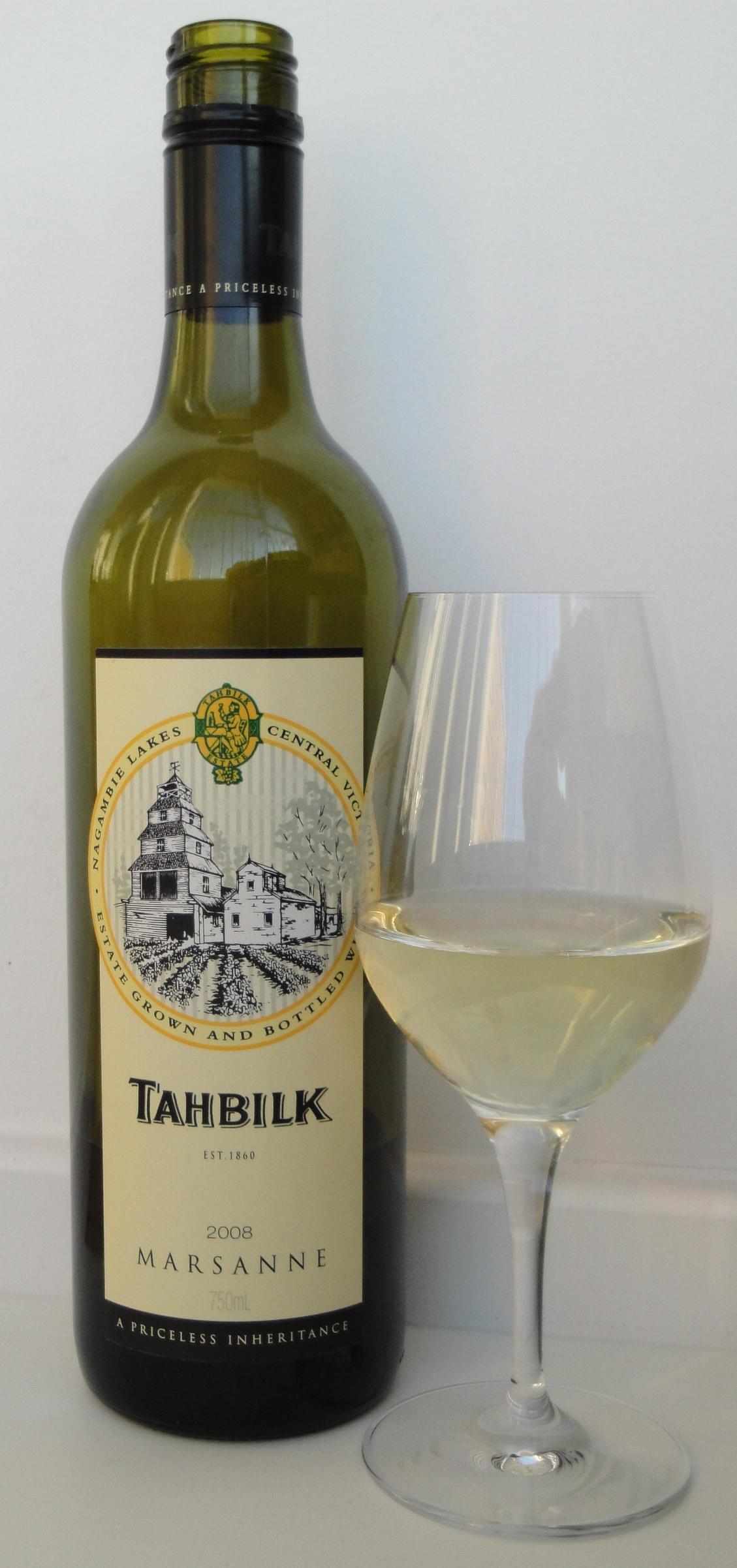
Un vino de marsanne de Tahbilk, Australia.

En Australia, uva fue plantada primero en Victoria en la década de 1860. El viñedo victoriano de Tahbilk tiene vides de marsanne que datan de 1927, que son de las más viejas del mundo. En Suiza, la marsanne crece en Valais, donde es conocida localmente como ermitage y es vinificada en vinos dulces y en vinos secos con altos niveles de alcohol. En la Columbia Británica (Canadá) y en el estado de Washington (Estados Unidos), las plantaciones de marsanne continúan aumentando y los productores mezclan la marsanne con la roussanne y con la viognier. Los vinos monovarietales de marsanne del estado de Washington han mostrado notas a pera blanca madura, a pera y a especias. En California, el movimiento Rhone Rangers introdujo la marsanne a más consumidores en vinos que a menudo la mezclan con roussanne y viognier. En España hay algunas plantaciones de marsanne en el noreste. En Nueva Jersey, Union Ville Vineyards cultiva marsanne, roussanne y otras variedades del Ródano. El primer vino marsanne-roussanne de Unionville fue comercializado en 2015. En Gisborne, Nueva Zelanda, Doug and Delwyn Bell ha cultivado marsanne, que es usada para producir el vino "Allison" Gisborne Marsanne para Coopers Creek.

## Viticultura
Aunque no tiene tanto carácter como la uva roussanne, la marsanne es propensa a no desarrollar todas sus capacidades en sitios poco apropiados. En climas que son demasiado cálidos, la uva puede sobre-madurar y producir un vino muy flácido. En lugares que son demasiado fríos, la uva puede no madurar por completo y producir vinos blandos y neutros. Para mantener un nivel de acidez alto, los productores intentan cosechar la marsanne justo antes de su madurez completa. Algunos productores australianos prefieren dejar a la uva en la vid para incrementar en nivel de alcohol del vino y aumentar su capacidad de envejecimiento.

## Vinos

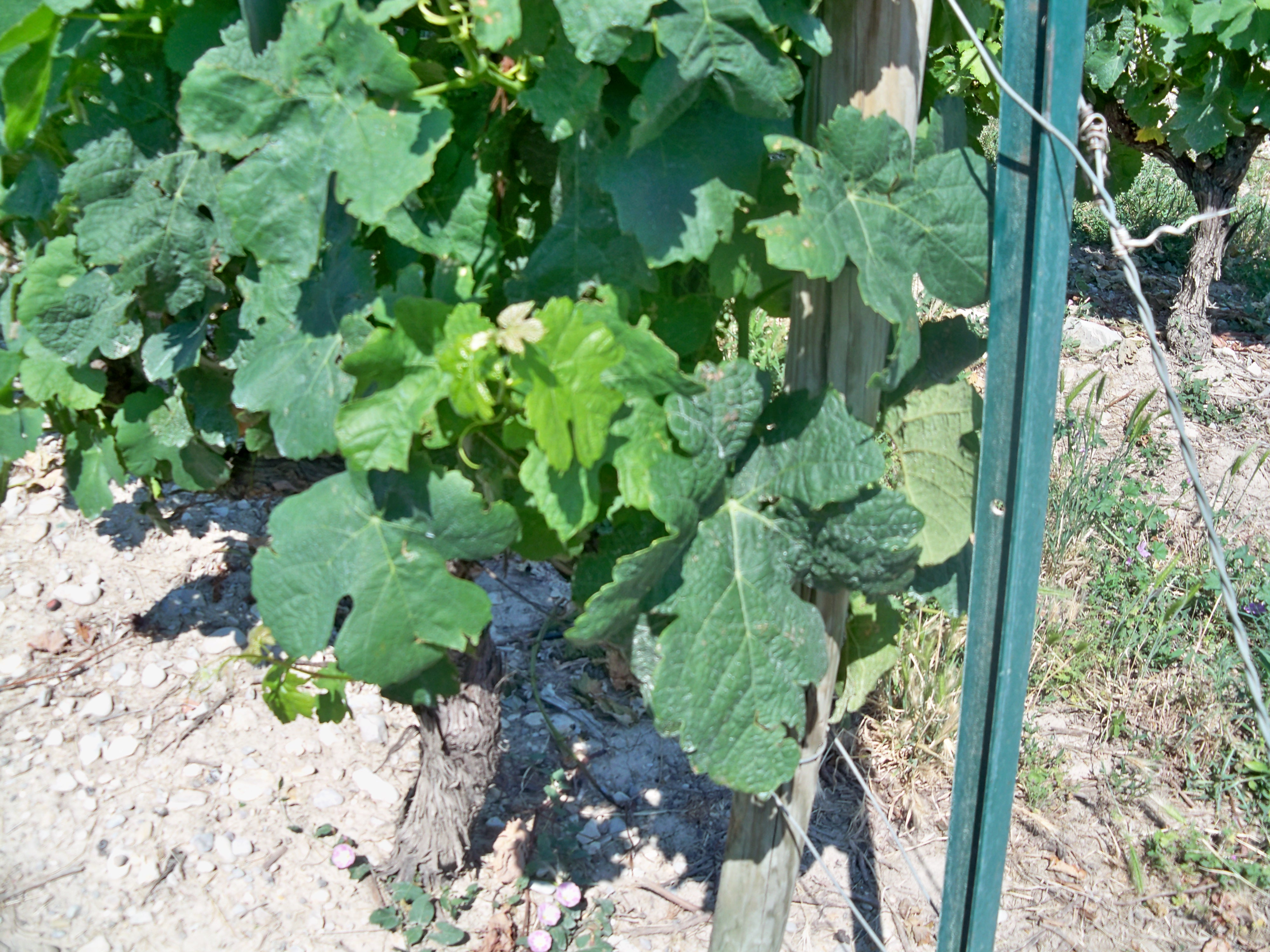
Hojas de la vid marsanne.

La marsanne produce vinos blancos con un color oscuro que son ricos y con notas a nueces, especias y pera. Los vinos pueden tener mucho alcohol y pueden ser envejecidos en barrica para desarrollar más cuerpo. A medida que el vino de marsanne envejece, adquire un color más oscuro, los sabores se hacen más complejos y concentrados y adquiere una textura amermelada y aceitosa. También puede desarrollar aromas a nuez y a membrillo.

## Sinónimos
La marsanne también es conocida como avilleran, avilleron, champagne piacentina, ermitage, ermitage blanc, ermitazh, grosse roussette, hermitage, johannisberg, marsan belyi, marsanne blanche, marzanne, metternich, rousseau, roussette de saint peray, roussette grosse, white hermitage y zrmitazh.